# Graeme Manson
Graeme Manson iés un guionista i productor canadenc de Vancouver, Columbia Britànica. És conegut pel seu treball a l'aclamada sèrie de televisió de thriller de ciència-ficció de BBC America i Space Orphan Black.

## Carrera
Va coescriure la pel·lícula de 1997 Cube amb la qual va guanyar el Premi al millor guió al XXXI Festival Internacional de Cinema Fantàstic de Catalunya, i ha escrit per a televisió durant molts anys sèries com The Bridge, Flashpoint i Being Erica.
Amb John Fawcett és el co-creador i productor executiu de l'aclamada i guardonada sèrie de televisió de ciència-ficció de BBC America i Space Orphan Black, per a la qual també ha escrit molts episodis. Ambdós havien col·laborat anteriorment a la pel·lícula de 2001 Lucky Girl. La sèrie va ser un èxit de crítica i comercial . Es va estrenar el 30 de març de 2013 a Space al Canadà i a BBC America als Estats Units. El 16 de juny de 2016, la sèrie fou renovada per a una cinquena i última temporada de 10 episodis que fou estrenada el 10 de juny de 2017. La sèrie va guanyar un dels Premis Peabody el 2013, i ha guanyat i ha estat nominat a diversos Canadian Screen Awards.
Havia de ser el productor executiu de l'adaptació televisiva de Whatever, Linda, una premiada sèrie web.
Va ser el co-showrunner de l'adaptació televisiva de Snowpiercer.

## Premis
Amb John Fawcett, va rebre el 2015 CFC Award for Creative Excellence del Canadian Film Centre pel seu treball a Orphan Black. També ha guanyat tres Canadian Screen Awards, un Premi Hugo i un premi del Writers Guild of Canada.